# Siletz River
Der Siletz River ist ein etwa 113 km langer Fluss im US-Bundesstaat Oregon. Er hat zwei Quellbäche, den South Fork und den North Fork. Der South Fork entspringt auf 213 Meter Höhe in der Oregon Coast Range in der Nähe von Monmouth im Polk County westlich des Tals des Willamette River. Er fließt in einem stark kurvigen Verlauf durch die Küstenregion Oregons und ändert mehrmals seine Strömungsrichtung, bevor er in der Siletz Bay südlich von Lincoln City in den Pazifik mündet.

Sein Name geht auf den Indianerstamm der Siletz zurück, den südlichsten Stamm der Küsten-Salish.

Der klare Oberlauf des Siletz River ist Laichgebiet für Cutthroatforellen, Regenbogenforellen und Königslachse und deswegen ein beliebter Angelfluss.